# Liste der Monuments historiques in Doubs (Gemeinde)
Die Liste der Monuments historiques in Doubs führt die Monuments historiques in der französischen Gemeinde Doubs auf.

## Liste der Objekte
| Bezeichnung                                                               | Beschreibung                          | Standort                                     | Kennzeichnung | Schutzstatus | Datum | Bild |
| ------------------------------------------------------------------------- | ------------------------------------- | -------------------------------------------- | ------------- | ------------ | ----- | ---- |
| Taufbecken                                                                | Kalkstein, bezeichnet 1560            | in der Kirche Assomption-de-la-Vierge (Lage) | PM25000677    | Classé       | 1908  |      |
| Gemälde Kreuzigungsgruppe mit den heiligen Theodor von Sitten und Blasius | Farbe auf Holz, bezeichnet 1472       | in der Kirche Assomption-de-la-Vierge (Lage) | PM25000678    | Classé       | 1962  |      |
| Gemälde Die heilige Barbara erscheint einem Sterbenden                    | Ölfarbe auf Leinwand, bezeichnet 1763 | in der Kirche Assomption-de-la-Vierge (Lage) | PM25002090    | Inscrit      | 2003  |      |